# Paraphisis trigonata
Paraphisis trigonata är en insektsart som beskrevs av Jin, Xingbao 1992. Paraphisis trigonata ingår i släktet Paraphisis och familjen vårtbitare. Inga underarter finns listade i Catalogue of Life.